# Flemming Andersen
Flemming Andersen (født 2. juni 1968 i København, Danmark) er en dansk tegneserietegner, der er bedst kendt for at tegne for Disney-tegneserier med Anders And og relaterede karakterer i hovedrollen. Han laver for det meste historier til Jumbobøgerne, såvel som hans egen tegneserie Mågeliv.

## Liv og karriere
Andersen nød skandinaviske tegneserier, såsom værker af den danske tegner Storm P., og fransk-belgiske tegneserier i sin barndom. Som studerende søgte Andersen at blive professionel kunstner. Efter endt skolegang og værnepligt søgte han job som illustrator på reklamebureauer eller aviser. Andersen erfarede, at mediekoncernen Egmont, det danske forlag for Disney-tegneserier, søgte efter kunstnere.
Efter at han havde sendt sine illustrationer, blev han ansat af Egmont i 1991, men ikke som illustrator. I begyndelsen skrev Andersen historierne til Disney-tegneserier, men i 1992 begyndte han selv at tegne tegneserierne.
Hans inspirationskilde er kunstnere som Carl Barks, Giorgio Cavazzano, Massimo De Vita og Daniel Branca. De fleste af Andersens tegneserier indeholder Anders And og andre karakterer i dette univers, herunder Rip, Rap og Rup og Onkel Joakim. Mickey Mouse gjorde også en lille optræden i 1994. Andersens værker udgives ofte i forskellige europæiske Disney-tegneserier, især i de skandinaviske lande og Tyskland.
Siden 1999, har Andersen også illustreret børnebøger.